# كارين كلارك (سباحة متزامنة)
كارين كلارك هي سباحة متزامنة كندية، ولدت في 9 أبريل 1972 في مونتريال في كندا.

## وصلات خارجية
- كارين كلارك على موقع الاتحاد الدولي للسباحة (الإنجليزية)
- كارين كلارك على موقع اللجنة الأولمبية الدولية (الإنجليزية)
- كارين كلارك على موقع أوليمبيديا (الإنجليزية)
- كارين كلارك على موقع اللجنة الأولمبية الكندية (الإنجليزية)